# Hypena strigatus
Hypena strigatus är en fjärilsart som beskrevs av Fabricius 1798. Hypena strigatus ingår i släktet Hypena och familjen nattflyn. Inga underarter finns listade i Catalogue of Life.